# Thủy phân

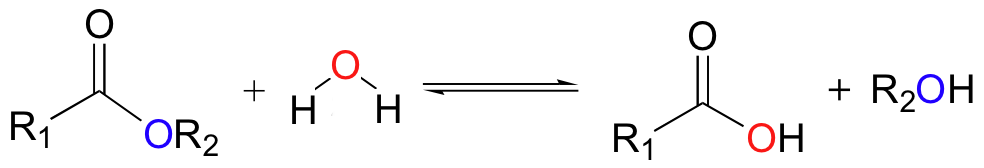
Hydrolysis Reaction

Thủy phân thường để chỉ sự chia cắt liên kết hóa học bằng việc thêm nước. Khi một carbohydrate bị chia làm thành phần của nó là các phân tử đường bởi sự thủy phân (ví dụ sucrose được chia làm glucose và fructose), thuật ngữ này được gọi là đường phân.

## Ion kim loại
Ion kim loại là axit Lewis, trong dung dịch nước chúng hình thành ion kim loại ngậm nước, công thức M(H2O)nm+. Ion ngậm nước qua thủy phân, với mức độ ít hay nhiều. Bước thủy phân thứ nhất có phương trình chung:
M(H2O)nm+ + H2O ⇌ M(H2O)n−1(OH)(m−1)+ + H3O+ n